# 蕭定一
蕭定一（英語：Stephen Shiu Junior，1974年11月11日—），香港電影製作公司東主及經理人，香港出生，祖籍廣東中山，畢業於聖保羅書院。他是香港資深傳媒工作者蕭若元之子。蕭定一於2024年4月23日被法庭頒令破產。

## 簡歷
蕭定一中學就讀聖保羅書院，中七畢業後沒考上大學，便在父親旗下的友聯建材公司打理雲石生意。

蕭定一以及他的娛樂公司，由2000年開始一直活躍於香港、中國大陸及亞洲的娛樂市場。2001年，蕭定一正式投身亞洲區的娛樂圈，主要以拍電視劇為主，跟他合作的有當時得令的演員張衛健和羅嘉良等。同年，與父親蕭若元成立一文元創作室有限公司，2003年改名為一元製作室有限公司。蕭定一第一部參與拍攝的電視劇是2002年的《齊天大聖孫悟空》，集合了中、港、台三地的藝人，接著先後出品了多部電視劇，如《功夫足球》、《伙頭智多星》、由台灣F4成員周渝民及韓國女演員恩惠主演的愛情劇《深情密碼》、以及由吳鎮宇及黃子華合作演出之《大冒險家》。其後，蕭定一又曾與亞洲電視合作拍攝了《法內情2002》。
由於父親蕭若元的關係，蕭定一從小已經跟電影幕前及幕後的人士接觸，很多拍攝電影的知識都是從多位前輩中學習，當中包括著名演員、導演、監製如麥當雄、向華勝、周星馳、劉德華、周潤發等。2005年，蕭定一與早前成功購入新電視之上市公司瑞力控股有限公司合組一席好漢娛樂集團有限公司，從事電視、音樂、唱片製作及藝人管理等多元化業務。蕭定一也是家族美容事業變靚D控股有限公司外事部宣傳總監及大股東之一。2006年，他以100萬元邀請1998年度香港小姐競選季軍吳文忻任代言人。同年，蕭定一與父親蕭若元成立香港人網，曾於網站旗下的網絡電台MyRadio主持《大娛樂家》（與袁彌明、愛明合作）及《大把戲》（與林紀陶、雨僑等人合作）節目。
2007年，蕭定一開始涉足電影發行，第一部發行的電影是2006年韓國電影《醜女大翻身》，是當年香港最賣座的電影之一。其後，蕭定一一直在香港及中國大陸發行逾百部電影，當中包括《熱血回歸》、《白宮淪陷》系列電影，以及不少日本和韓國電影，中港票房合計超過6億。2011年，蕭定一向傳媒表示在赤柱和時任香港行政長官梁振英為鄰但多年不相往來，而且曾與梁振英夫人唐青儀口角。
2011年，蕭若元及蕭定一父子共同擔任香港電影《3D肉蒲團之極樂寶鑑》的編劇及監製，該片是當年香港的票房冠軍，同時亦是紐西蘭的華語片票房冠軍，更刷新了台灣的港產片票房紀錄。2017年，蕭定一在香港發行了電影《星聲夢裡人》，該片獲得第89屆奧斯卡金像獎14項提名，最終贏得6個獎項。同時，由其公司中國創意數碼娛樂製作的《小男人週記3之吾家有喜》成了賀歲電影票房之冠，合共約港幣五千萬。2018年，蕭定一與黃子華合作製作了電影《棟篤特工》，該片港澳票房高達四千八百萬，成為2018年最高票房的港產片。
蕭定一所製作的電影曾與甄子丹、張智霖、古天樂及黃子華等藝人合作，其後蕭更兼任經理人，旗下藝人曾包括張衛健、李璨琛、張智霖、張繼聰、胡杏兒、林雪、鄭欣宜、周柏豪、周秀娜及譚芷昀等。蕭定一作為經理人全盛時期的收入超過5000萬港元。

## 財務問題

### 2016年
2016年3月15日，蕭定一旗下的中國3D數碼娛樂有限公司（港交所：8078）宣布，向匯友資本（港交所：8088）收購旗下HMV的 81.63% 權益，代價為4.08億港元將以發行股份支付。交易完成後，中國3D數碼亦會因此改名為「HMV數碼中國集團有限公司」。

### 2018年
2018年11月15日，香港鐵路有限公司入稟高等法院，向蕭定一擔任董事的HMV零售（HMV Marketing Limited）追討欠租約27萬港元和其他損失，並要求收回於九龍灣德福廣場的HMV零售店舖位。入稟狀指，告於2018年7月簽約，由同年9月起將德福廣場的舖位租給被告，每月租金由45.8萬港元逐年增至48.2萬港元，但被告一直未有按租約條款提供銀行擔保書給原告。（案件編號：HCA 2679/2018）
2018年11月27日，設計公司 Signeo Design International Limited 向蕭定一旗下的HMV追討149萬元貸款，指其向HMV於2013年4月至2018年7月期間提供價值共149萬元的貨品，要求HMV歸還該筆欠款連同每月2厘的利息。
2018年11月30日，銅鑼灣HMV旗艦店和中環萬年大廈分店的兩位業主分別入稟，向HMV零售追討共約486萬港元欠租，並要求收回舖位和向被告索償。根據其一業主 Ever Light Limited 的入稟狀，該公司2015年7月與被告訂立為期4年的租約，把銅鑼灣珠城大廈2至5樓的的舖位租給被告，每月租金約159萬港元，但被告上月開始欠租，連同其他拖欠的雜費，共欠該約342.3萬港元。另外一業主 Pridemax Limited 在其入稟狀指稱，該公司2016年9月與被告訂立為期6年的租約，將中環萬年大廈地庫舖位租給被告，每月租金100萬港元，被告上月開始欠租，連同其他拖欠的雜費，合欠約143.7萬港元。
2018年12月4日，蕭定一名下的HMV數碼中國（港交所：8078）股價洗倉式下跌8成，最新報0.032港元，淪為股價低港幣1毫的「仙股」。HMV數碼中國上季虧損近5,300萬元，當中HMV業務收入3,155萬港元，按年下跌4成。
2018年12月12日，環球唱片有限公司入稟區域法院，向HMV零售追討50.3萬元貸款餘款及違反協議的賠償。
2018年12月18日，HMV數碼中國（港交所：8078）宣布，HMV零售（HMV Marketing Limited）自願清盤，全線七間零售分店關門結業。當中考慮之原因，包括其缺乏償債能力，以及先前收到之多宗欠款訴訟。聲明稱，因生意急跌，經營困難，無法不面對時代巨輪的輾壓，零售分店全線結業，把業務轉移全力經營網上點播平台。

### 2019年
2019年11月22日，蕭定一間接持有的 HMVOD（港交所：8103）被洗倉，單日股價大跌約80%。

### 2020年
2020年3月，蕭定一名下兩間電影發行公司（中國3D數碼娛樂有限公司、鐳射企業有限公司），疑因拖欠 "GDC Digital Cinema Network Limited" 公司的虛擬拷貝費，遭該公司入稟區域法院索償逾140萬港元。

### 2022年
2022年8月，蕭定一被建銀國際旗下子公司萬鈦投資入稟追討約 2.94 億港元。建銀國際指，該行於2018年斥資合共2.98億港元，認購由中國創意數碼（港交所：8078）發行的可換股債券及票據，由於中國創意數碼未能全部還款，因此要求向擔保人蕭定一追討未償還款項2.78億港元及欠付利息近1600萬港元。
2022年8月尾，蕭定一被浩瀚資產管理有限公司入稟香港高等法院，追討一筆 3,260 萬港元的欠款以及相關利息至少逾 390 萬港元。入稟狀指，浩瀚與蕭定一於2019年11月14日定下借款協議，浩瀚會3260萬元與蕭，首年年利率為12%，即為391萬2千元，自2020年11月18日起，年利率則會以24%計算，直至還款為止。2023年2月20日，高等法院裁定蕭定一敗訴，須向原告支付 3,260 萬港元的欠款，以及至少逾 390 萬港元的相關利息。（案件編號：HCA 1106/2022）
2022年9月5日，債權人 Capital Union Inc. 入稟高等法院，申請法庭頒令蕭定一破產。聆訊排期在2022年11月1日處理，破產呈請書不開放予公眾人士查閱。（案件編號：HCB 4834/2022） 

### 公司清盤
2023年2月，萬鈦投資有限公司向法庭提出呈請，要求頒令由蕭定一任主席的中國創意數碼娛樂有限公司清盤。2023年5月15日，高等法院處理案件時，中國創意數碼就債務重組方案要求押後，但法官認為重組方組不獲主要的債權人公司支持，否決押後申請，並頒令中國創意數碼有限公司（港交所：8078。前稱：HMV數碼中國集團有限公司、中國3D數碼娛樂有限公司、龍彩娛樂集團有限公司、及英皇娛樂集團有限公司）清盤。萬鈦透露中國創意數碼現時拖欠萬鈦和另一債權人公司，合共約10億元。萬鈦於2018年購入中國創意數碼2億7800萬元的債券，但後者未有如期支付本金和利息，萬鈦因此入稟，向任擔保人的蕭定一追討2.78億元。

### 個人破產
2023年11月24日，Al Global Investment SPC（ 代表 AI Investment Fund S.P.） 入稟高等法院提出破產呈請，要求法庭頒令蕭定一破產，聆訊排期於2024年1月23日處理。2024年4月23日，蕭定一未有到庭應訊，亦沒有派出代表律師出庭，聆案官應呈請人要求，正式頒令蕭定一破產。（案件編號：HCB 7067/2023）

## 爭議

### 捐助暗角七警家人
2017年，七警在傘運時索起示威者曾健超雙手，搬至暗角圍毆，但堅拒認罪，被判襲擊傷人罪成，入獄2年。向華強夫婦和「洗米華」等「江湖猛人」，為七警籌得777萬元捐款，蕭定一有份捐出20萬元。蕭定一回應募捐俾七警屋企人因為「我覺得佢哋屋企人好可憐，我就略表心意。」

### 要求父親蕭若元封口
2017年5月，蕭若元宣佈基於蕭定一的要求，由2017年7月22日起，不再評論中國及香港的時事及財經事務。

### 涉違反董事信託及責任
2020年6月5日，HMV數碼中國集團的全資附屬公司HMV零售（HMV Marketing Limited）的兩名清盤人入稟高等法院，指出HMV零售於2018年11月，即清盤前一個月，把逾302萬元轉移至蕭定一旗下的鐳射企業有限公司，要求法庭下令3名被告（鐳射企業有限公司，蕭定一和孫立基）把該款交回兩名清盤人。清盤人另指稱，蕭定一及孫立基當時身為HMV零售的董事涉違反信託及責任。（案件編號：HCMP 784/2020）

## 家庭
2010年11月27日，蕭定一與拍拖一年半的福建籍女友陳敏結婚，並於數碼港戶外草地筵開婚宴41席。雨僑、石詠莉、袁彌明、呂良偉、吳浩康、莊思敏、肥媽、鮑起靜、寇鴻萍、樂易玲、黃百鳴、林小明等不少圈中人均有到賀，場面十分熱鬧。蕭定一及陳敏其後育有3名子女。
2023年10月18日，在郝德傑道6號保良局蔡繼有學校門外，蕭定一其家族持有的一輛七人車遭兩名黑衣男淋紅油，車頭、車頂及擋風玻璃都染上紅油。消息指蕭定一疑因欠債7億多港元遭人追數，有人趁他安排司機接兒子放學時行兇。

## 娛樂事業

### 旗下藝人
HMV數碼中國集團旗下所有藝人，包括：

| - 張智霖 - 胡杏兒 - 周秀娜 - 王宗堯 - 鄭欣宜 - 雨僑 - 鄭融 | - 蔡瀚億 - 張建聲 - 陳詩慧 - 唐紫睿 - 唐貝詩 - 鄧月平 - 許雅婷 - 袁紫僑 - 黎紀君 | - 陳意嵐 - 趙永洪 - 梁諾妍 - 鍾浠文 - 譚順生 - 譚芷昀 - 鄧健泓 - 林雪 - 鄒文正 | - 陳嘉莉 - SIS樂印姊妹 - 白健恩 - 門東毅 - 易登林 - 馮雪冰 - 莉妍 - 陳永馨 - 陳俞希 |

### 已約滿／解約藝人
| - 莊思敏 - Freeze - 黃宇詩 - 林穎彤 - 郭思琳 - 吳文忻 | - 李健中 - 陳松伶 - 石詠莉 - 楊建平 - 何浩文 |  |  |

### 電影
| - 2021 真·三国无双 - 2017 29+1 - 2017 小男人周記3 - 2016 導火新聞線 - 2015 十月初五的月光 - 2015 猛龍特囧 - 2015 壹獄壹世界：高登闊少踎監日記 - 2014 3D冰封俠：重生之門 | - 2014 Delete愛人 - 2014 猛龍特囧 - 2013 在一起 - 2012 天生愛情狂 - 2012 一路向西 - 2011 3D肉蒲團之極樂寶鑑 |

### 電視劇
- 2006 轉角遇到愛
- 2005 大冒險家
- 2005 深情密碼
- 2003 齊宣王與鍾無艷
- 2002 法內情2002
- 2002 齊天大聖孫悟空
- 2004 伙頭智多星
- 2004 功夫足球

### 電影發行
| - 2017 《恐襲波士頓馬拉松》 - 2017 《一萬公里的約定》 - 2017 《早晨！動新聞》 - 2016 《高台家成員》 - 2016 《超人 X 大電影: 我們的超人來了》 - 2016 《天亮之前》 - 2016 《少女》 - 2016 《電影櫻桃小丸子：來自義大利的少年》 - 2016 《黐筋雙晌炮》 - 2016 《換腦緝兇》 - 2016 《寒流黑金》 - 2016 《白宮淪陷2之倫敦淪陷》 - 2016 《恐襲生還者》 - 2015 《邪靈2之滅門鬼童》 | - 2015 《雷朋三世》 - 2014 《怒火激情》 - 2014 《華爾街狼人》 - 2014 《大力戰神3D》 - 2013 《虎膽追殺令》 - 2013 《英超有情人》 - 2013 《非常大婚》 - 2013 《白宮淪陷》 - 2013 《德州電鋸殺人狂3D》 - 2012 《犀利人妻》 - 2012 《羅馬浴場》 - 2012 《凶心仁術》 - 2012 《陽光姐妹淘》 - 2011 《胡桃鉗子3D》 | - 2011 《兒凶》 - 2011 《喪鐘2》 - 2010 《喪鐘》 - 2010 《頭號重犯：尚格雲頓》 - 2010 《戇男S國家隊》 - 2010 《實驗囚室》 - 2010 《紐約黑夜》 - 2010 《蠟筆小新：玩盡滿城黃金甲》 - 2010 《腐敗刑警》 - 2010 《GO！尋找攣羹人》 - 2010 《阿牛》 - 2009 《我女友係零零7》 - 2007 《醜女大翻身》 |

### HMV
中國3D數碼娛樂有限公司於2016年3月成功收購百年歷史品牌HMV。
2018年12月18日，HMV數碼中國公布，附屬公司HMV零售將自願清盤，而清盤人期間會繼續尋找新投資者重開HMV零售業務。

### 廣播劇
- 2009年：《C1色生活》 飾 阿榮（MyRadio）

## 外部連結
- 蕭定一在互联网电影资料库（IMDb）上的資料（英文）
- 蕭定一在香港影庫上的簡介
- 蕭定一的Facebook專頁
- Shiu Stephen Junior的Facebook專頁
- 蕭定一的新浪微博
- 我的快乐时代的博客的新浪博客